# Августа Баварская
Принцесса Августа Мария Луиза Баварская (нем. Auguste Maria Luise Prinzessin von Bayern, 28 апреля 1875, Мюнхен — 25 июня 1964, Регенсбург, Бавария) — баварская принцесса из династии Виттельсбахов, дочь принца Леопольда Баварского и эрцгерцогини Гизелы Австрийской, дочери императора Франца Иосифа I.

## Биография
Родилась 28 апреля 1875 года в семье принца Леопольда Баварского и его супруги австрийской эрцгерцогини Гизелы, старшей дочери императора Франца Иосифа I и императрицы Елизаветы Баварской. Названа в честь своей бабушки по отцу Августы Фердинанды Австрийской.
Во время Первой мировой войны принцесса посвятила себя помощи раненым, оказывала всяческую финансовую помощь войскам. После войны была председателем различных благотворительных организаций.
Во время Второй мировой войны семья бежала в США. После войны вернулись в Германию, где Августа и умерла в 1964 году в возрасте 89 лет.

## Брак и дети
15 ноября 1893 года в Мюнхене принцесса вышла замуж за эрцгерцога Иосифа Августа Австрийского, сына Иосифа Карла Людвига Австрийского и принцессы Клотильды Саксен-Кобург-Готской. По матери был правнуком французского короля Луи Филиппа.
В браке родилось шестеро детей:
- Эрцгерцог Иосиф Франц (1895—1957), был женат на Анне Саксонской, 8 детей
- Эрцгерцогиня Гизела Августа (1897—1901), умерла в детском возрасте
- Эрцгерцогиня София Клементина (1899—1978), в 1917 году стала Дамой ордена Звёздного креста, замужем не была, детей не оставила
- Эрцгерцог Ладислас Луитпольд (1901—1946), женат не был, детей не оставил, умер в психиатрической больнице в Будапеште,
- Эрцгерцог Маттиас Иосиф (1904—1905), умер во младенчестве
- Эрцгерцогиня Магдалена Мария (1909—2000) — в 1944 году вместе с родителями уехала из Венгрии и всю оставшуюся жизнь прожила в Баварии, занималась живописью, замужем не была, детей не оставила.